# 馮慶燁
馮慶燁（英語：Fung Hing Wa，1992年12月12日—），生於香港，香港足球運動員，司職中堅。他早年在新界大埔富亨邨成長，曾就讀香港神託會培賢小學，畢業於喇沙書院。。

## 球會生涯
2005年，馮慶燁與陳俊樂透過麥當勞青少年足球推廣計劃到紐卡素青訓中心受訓。
2008年，馮慶燁在深水埗出道。
2012年7月，馮慶燁在季尾的護級戰因一次攔截而左膝受傷，其左膝的前十字韌更在之後的球會操練撕裂。
2012年8月，馮慶燁隨教練李志堅轉投甲組球隊橫濱FC香港（後改稱YFC澳滌），不過同樣在球會操練期間觸傷舊患，兩年內兩度斷左膝前十字韌帶。結果在休息近一年半後，馮慶燁在2015年3月15日以1–0擊敗勁旅南華的聯賽復出，近3年來首度在本地聯賽上陣。
2015年7月，馮慶燁加盟香港飛馬，並在季尾協助香港飛馬四日內連奪足總盃冠軍及菁英盃冠軍。
2016年8月，馮慶燁隨恩師李志堅一同轉投和富大埔，並在11月19日作客以1–0撃敗理文流浪的聯賽取得加盟後的首個入球。
2017/18球季，馮慶燁受傷患困擾，直到在2018年2月9日對夢想FC的菁英盃分組賽才首度上陣，結果協助大埔以2–0勝出。
2018/19球季，馮慶燁成為球隊的常規正選，協助大埔以地區球會身份首奪港超聯冠軍外，更在季尾的香港足球明星選舉入選最佳十一人陣容。
2019/20球季，馮慶燁隨教練李志堅加盟港超聯球隊東方龍獅。
2020年6月30日，東方龍獅宣佈合約屆滿的馮慶燁離隊。
2020年9月，馮慶燁加盟港超聯球隊富力R&F。但隨後富力R&F散班，馮慶燁在解決合約問題後重投東方龍獅。
2022年6月19日，東方龍獅宣佈馮慶燁提早離隊。
2022/23球季，馮慶燁加盟港超聯球隊理文。

## 國際賽生涯
2019年12月，馮慶燁入選香港代表隊，出戰2019年東亞足球錦標賽決賽週。12月11日，香港隊0：2負韓國隊的比賽，馮慶燁首次代表香港上陣。
2021年6月3日，馮慶燁於伊朗對香港的世界盃外圍賽再次替香港隊上陣。
2021年6月11日，馮慶燁於伊拉克對香港的世界盃外圍賽中「擺烏龍」，結果港隊一球淨負予伊拉克。主教練麥柏倫賽後非常失望：「我認為賽果應該是0：0。那個失球其實沒有威脅，是一個『愚蠢的烏龍球』。」

## 球場以外
有球迷曾指馮慶燁名字的「燁」讀音應是（粵拼：jip6），但他由於本人和父母都是採用「華」（粵拼：wa4）的發音，所以足總註冊和他的個人資料都是「燁」（粵拼：wa4、羅馬拼音：WA）。2022年12月10日，無綫電視主持鍾志光更於足總盃批評馮慶燁父母，直指更改「燁」字的讀音為「指鹿為馬」的行為。

## 國際賽事紀錄
- 僅列出國際A級比賽

| 上陣次數 | 時間           | 地點                    | 對手   | 比數 | 賽事性質                 | 入球 (累計) |
| -------- | -------------- | ----------------------- | ------ | ---- | ------------------------ | ----------- |
| 1        | 2019年12月11日 | 南韓 釜山亞運會主競技場 |        | 0–2  | 2019年東亞足球錦標賽     | 0 (0)       |
| 2        | 2021年6月3日   | 巴林 穆哈拉格體育場     | 伊朗   | 1–3  | 2022年世界盃亞洲區外圍賽 | 0 (0)       |
| 3        | 2021年6月11日  | 巴林 穆哈拉格體育場     | 伊拉克 | 0–1  | 2022年世界盃亞洲區外圍賽 | 0 (0)       |
| 4        | 2021年6月15日  | 巴林 巴林國家體育場     | 巴林   | 0–4  | 2022年世界盃亞洲區外圍賽 | 0 (0)       |

## 榮譽
香港飛馬
- 香港足總盃冠軍（2015–2016季度）
- 香港菁英盃冠軍（2015–2016季度）

和富大埔
- 香港菁英盃冠軍（2016–2017季度）
- 香港超級聯賽冠軍（2018–2019季度）

東方龍獅
- 香港菁英盃冠軍（2020–2021季度）

個人
- 香港足球明星選舉 明星十一人（2018–19季度）

## 外部連結
- 香港足球總會網頁球員註冊資料（页面存档备份，存于）